# Solter propheticus
Solter propheticus is een insect uit de familie van de mierenleeuwen (Myrmeleontidae), die tot de orde netvleugeligen (Neuroptera) behoort. 
Solter propheticus werd voor het eerst wetenschappelijk beschreven in 1981 door Herbert Hölzel.